# مغال (كيبوتس)

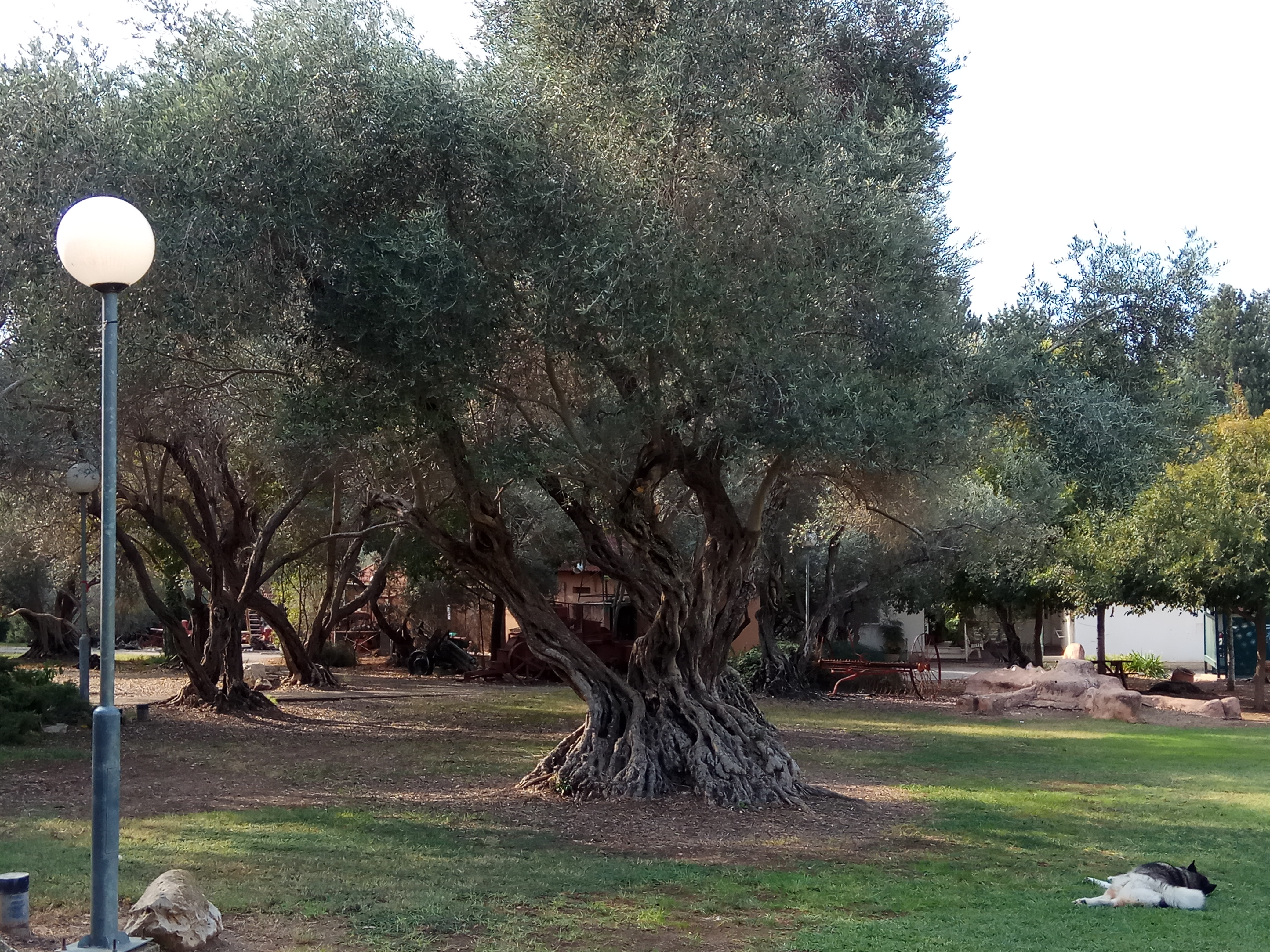
شجرة زيتون بالقرب من غرفة الطعام في كيبوتس ماجال

مغال هو كيبوتس في شمال الشارون، وغالبه يقع على أراضي من قرية جت المثلث سابقًا، على خط التماس على بعد حوالي 10 كم جنوب شرق الخضيرة. المستوطنة هي أقصى الجنوب بين مستوطنات مجلس منشيه الإقليمي.

## تاريخ
تأسس كيبوتس ماجال في عام 1953 كحصن ناحال على أراضي من قرية جت المثلث وعلى تل يطل على جبال السامرة وما كان يعرف آنذاك بخط وقف إطلاق النار مع الأردن، وأصل الاسم هو رمز النحال - المنجل والسيف. يقع الكيبوتس على تلة معروفة منذ حرب الاستقلال باسم "ميتشليت 86" - لا يرتفع التل فوق مستوى سطح البحر (86 مترًا).  . في البداية ، احتلت كتيبة الكشافة الكيبوتس ، ولكن عندما غادرت ، بدأت مجموعات ناحال في الاستقرار هناك واستمرت في الوصول إلى هناك حتى الثمانينيات . ينتمي الكيبوتس إلى حركة الكيبوتس الموحدة ويقع في أراضي مجلس ميناشي الإقليمي، ويشكل حدوده الجنوبية مع عيمق حيفر.
في الماضي ، كان مصدر رزق الكيبوتس من بساتين الحمضيات والأفوكادو ومزارع القطن والمحاصيل الحقلية الأخرى. يزرع الكيبوتس اليوم الزيتون واللوز والرمان. يقوم الكيبوتس بإنتاج وتسويق زيت الزيتون بالإضافة إلى تقديم خدمات التموين للبيئة. منذ سبعينيات القرن الماضي، اعتمد الكيبوتس على نبات " نيتافيم"، والذي يعد بالتعاون مع الكيبوتسات الأخرى مؤسسة دولية للري ومنتجات التنقيط ، ويعتبر أكثر نباتات الكيبوتس نجاحًا. ابتداءً من أواخر التسعينيات، بدأت الخصخصة في الكيبوتس واليوم تمت خصخصتها بالكامل تقريبًا ، وتعتبر سليمة من الناحية المالية.
في عام 2005، بدأ مشروع توسعي إلى جانب الكيبوتس: سيشكل سكان الكيبوتس مع سكان التوسعة جمعية تعاونية ، ستهتم بكل القضايا المشتركة في الكيبوتس والتوسعة. وكان السكان الأوائل يحتلون الامتداد منذ أبريل 2009. في عام 2010 ، دخل المستأجرون الأوائل الجزء الثاني من المشروع وفي عام 2016 ، دخل المستأجرون الجزء الثالث.